# Stéphane Udry
Stéphane Udry (Vuisse, Suïssa, 1961) és un astrofísic suís de l'Observatori Astronòmic de Ginebra, especialitzat en la detecció i caracterització d'exoplanetes, dels quals n'ha descobert vuit, com a primer autor, emprant el mètode de la velocitat radial.
Udry estudià física a la Universitat de Ginebra. Una vegada doctorat el 1992 realitzà una estada post-doctoral a la Universitat Rutgers, Nova Jersey, EUA. El 2007 aconseguí plaça de professor del Departament d'Astronomia de la Universitat de Ginebra, que dirigeix des del 2010.
Ha descobert, com a primer autor, utilitzant el mètode de la mesura de la velocitat radial de l'estrella els exoplanetes: HD 75289 b i HD 130322 b (2000); HD 202206 b, HD 162020 b i HD 141937 b (2002); HD 73256 b (2003); HD 4308 b (2006); i GJ 581 c (2007), el qual podria tenir aigua líquida a la seva superfície i que fou el primer exoplaneta habitable en ser descobert.